# 平忠通
平 忠通（たいら の ただみち）は、平安時代中期の武将。三浦氏・鎌倉氏の祖。

## 概要
平良文の後裔と云われる。村岡郷に拠って村岡氏を称したとも云われるが判然としていない。また、碓井氏や藤原氏との関連も伝わり、忠通は桓武平氏ではなかったという説を唱える者もいるが、これは初期桓武平氏の系図に混乱がみられることもその要因の一つである。
清和源氏の棟梁・源頼光に仕え、次いでその実弟・頼信にも仕えるようになったとされる。初期桓武平氏一族は東国を地盤として所領を開発する一方で中央の有力者である藤原北家の嫡流とも繋がりを有し度々上洛していたことが確認されているが、三浦氏の所領である三崎荘が後に藤原道長の外孫・儇子内親王（敦明親王女）に寄進されていることなどからも推して、忠通もまた北家の嫡流と繋がりを有し都と東国とを往来する過程で清和源氏一族と結びついたのではないかと考えられている。但し、その主従関係は隷属性の強いものではなく、いわば同盟関係に近いものであった。

## 系譜
三浦氏の祖である忠通が良文の実子であるという説はよく出るが、これは明らかな誤りで、もし良文の子であるなら忠通－為通の親子関係は存在しなくなってしまう（忠通が良文最晩年の子だとしても、為通と70歳近い年齢差になる）。
系図にも異同が多いが、「良文－忠頼－忠常－忠通」「良文－忠光－忠通」と言った系図もある。いずれにせよ忠通が三浦氏の祖であるなら良文の孫・曾孫世代でないと整合しない。
- 父：平忠光?または碓井貞光?
- 母：不詳
- 妻：不詳
  - 男子：村岡孝輔
  - 男子：三浦為通
  - 男子：鎌倉章名
  - 女子：源為満室
  - 女子：平将恒継室?

## 伝承
『今昔物語』によると、忠通は弓の名手として剛勇を鳴らしたが、ある時宴席で、主君・頼光の実弟である頼信から、ある男を討ち取ってくれるよう頼まれた時があった。忠通は一応承諾したが、主君の命というわけでもなく、討ち取るべき男と面識もなかったため、頼信の頼みを果たすつもりはなかった。
しかし、しばらくの後に、その男と偶然会ってしまった。忠通はことの経緯を全て話し、討ち取る気が無いことを伝えたが、男は「あなたの武勇で私を討ち取るのは難しいことでしょう」と凄んで見せた。この一言で忠通が怒って討ちあいに及び、見事討ち取ったと云われる。忠通は褒美として駿馬を贈られ、また頼信がこの浅はかな男を討てと言った意味に感心し、以降は頼信を主君と仰ぐようになったと云われる。
同じく『今昔物語集』に、従者を連れて都から下ってきた忠通が、大盗賊の袴垂が道ばたで死んだふりをして通行人を襲おうとしているのを見抜き、隊列を整えて注意深く通過したという逸話がある。周囲の野次馬たちに「死人をおそれるなど情けない武者だ」とあざけりの声をあびせられながらの行為であった。ところがその後、不注意にも単身で袴垂に近寄った武士は、袴垂に殺害されて衣服を奪われた。人々は忠通の賢明さを称えたという。